# Édouard Naville
El Capità Henri Édouard Naville (1844-1926) fou un egiptòleg suís que va néixer a Ginebra el 14 de juny de 1844. Va estudiar a Suïssa, i a Londres, París i Berlín i entre els seus mestres va tenir el famós egiptòleg Karl Richard Lepsius.
Va anar a Egipte el 1865, i va publicar els mites d'Horus del temple d'Edfú el 1870. Durant la guerra francoprussiana va servir de capità a l'exèrcit suís. El 1882 va tornar a Egipte i va fer un notable treball d'excavació al Delta del Nil, per compte de l'Egypt Exploration Fund anglesa. Va haver de tornar el 1914 en esclatar la guerra i ja no hi va tornar. Va morir el 1926 a Malagny, prop de Ginebra.

## Publicacions
- Mythe d'Horus. 1870
- Litanie du soleil. Leipzig 1875
- The Store-City of Pithom and the Route of the Exodus. 1885
- Das ägyptische Totenbuch der XVIII. bis XX. Dynastie. Asher, Berlin 1886 (Nachdruck Graz 1971)
- Bubastis, London 1891
- The Temple of Deir el Bahari. (= Egypt Exploration Fund. (EEF) Bände 12-14, 16, 19, 27, 29). 7 Bände, London, 1894–1898
- The Transvaal Question: From a Swiss Point of View, London 1900
- The XIth Dynasty Temple at Deir el-Bahari. (= EEF, 28, 30, 32) 3 Bände, London, 1907–1913
- Discovery of the Book of the Law Under King Josiah: An Egyptian Interpretation of the Biblical Account. London 1911
- Cemeteries of Abydos. London 1914
- The Text of the Old Testament. London 1915
- The Higher Criticism in Relation to the Pentateuch.
- New Archeological Discoveries, and Their Bearing Upon the New Testament and Upon. London 1917
- The Tomb of Hâtshopsîtû, amb T.M. Davis i H. Carter, Theodore M. Davis'excavations, Bibân El Molûk, A.Constable, ondon, 1906.